# Teenage Kicks
"Teenage Kicks" är en låt av den nordirländska punkrockgruppen The Undertones, skriven av bandets huvudsaklige låtskrivare John O'Neill 1978. Låten finns med på bandets studioalbum The Undertones (1978), men utgavs också som singel samma år.

## Låtlista
| 1. | Teenage Kicks    | J. J. O'Neill                                  | 2:26 |
| 2. | True Confessions | J. J. O'Neill, Michael Bradley, Damian O'Neill | 1:53 |

| 1. | Smarter Than U  | J. J. O'Neill, Michael Bradley, Billy Doherty | 1:36 |
| 2. | Emergency Cases | J. J. O'Neill                                 | 1:56 |

## Eftermäle

### John Peel
Den brittiske producenten och radiomannen John Peel spelade 1978 låten två gånger i rad i sin radioshow BBC Radio 1. Peel brukade betygsätta nya låtar med en till fem stjärnor. Han gillade "Teenage Kicks" så mycket att han gav den tjugoåtta stjärnor. 2001 skrev han i tidningen The Guardian att det enda önskade skulle stå på sin gravsten, förutom sitt namn, var textraden "Teenage dreams, so hard to beat" (sv. "Tonårsdrömmar, så svåra att överträffa") från "Teenage Kicks".
I februari 2008 placerades en gravsten med nämnda textrad vid Peels grav i Great Finborough, Suffolk.

### Coverversioner
"Teenage Kicks" har spelats in av ett stort antal artister:
| - Buzzcocks - Razorlight - Ash - Skunk Anansie - The Pink Spiders - Busted - Sahara Hotnights - The Saw Doctors - Tommy Stinson - Therapy? - The County Kings | - Nouvelle Vague - Green Day - Boom Boom Kid - Thee Headcoatees - Franz Ferdinand - Supergrass - The Young Fresh Fellows - Snow Patrol - KT Tunstall - Rasputina | - Coal Porters - The Coral - The Raconteurs - Violent Delight - Maroon - Criminal Mischief - The Ukulele Orchestra of Great Britain - Dominique A - Jedward - Beatsteaks - Remi Nicole |